# Hydriris elutalis
Hydriris elutalis là một loài bướm đêm trong họ Crambidae.